# Help! De dokter verzuipt (film)
Help! De dokter verzuipt (internationale titel: Help! The doctor is drowning) is een Nederlandse film van Nikolai van der Heyde met in de hoofdrollen Jules Croiset, Martine Bijl, Piet Bambergen en Willeke van Ammelrooy.
Het scenario van de film is gebaseerd op de gelijknamige Brabantse streekroman uit 1968 van de Nederlandse schrijver Toon Kortooms. De film was een groot succes in de bioscoop en trok 1.088.441 bezoekers. Het budget bedroeg 1 miljoen gulden (ongeveer 450.000 euro).
In 1980 werd een vervolgfilm uitgebracht, Laat de dokter maar schuiven, waarbij Piet Bambergen de enige hoofdrolspeler was die dezelfde rol opnieuw op zich nam.

## Verhaal
Dokter Angelino is huisarts in een klein dorpje op het Brabantse platteland. Hij heeft een auto (waarmee hij prompt het kanaal inrijdt) en is nog wat te modern voor de dorpsbewoners. Als de nieuwe onderwijzeres Irene Muller op zijn spreekuur komt om kennis te maken is de dokter smoorverliefd. Niet in staat de vrouw van zijn dromen op een normale manier aan te spreken roept Angelino de hulp in van zijn goede vriend en buurman, de pastoor. Maar hoewel de pastoor de hulp van de Bijbel inroept voor hulp in deze kwestie lukt het hem niet Angelino van een goed advies in liefdeszaken te voorzien.
Inmiddels is in het dorp het gewone leven aan de gang. De nonnetjes van het klooster krijgen zwemles, Angelino bezoekt zijn patiënten, onder wie de zwaar zieke Chrisje en de gemeenteraad maakt zich druk over de brug in het dorp. Aannemer Bram van Tienen, die verantwoordelijk is voor deze brug, is er niet over aanspreekbaar. Hij is smoorverliefd op Katja, een zigeunermeisje dat woont in de zigeunergemeenschap aan de rand van het dorp. Net als de dokter weet hij niet hoe hij het moet aanleggen om de mooie Katja te verleiden. Uiteindelijk legt hij een compleet nieuw zigeunerkamp voor haar aan en krijgt hiervoor zijn beloning. Ook Angelino weet ten slotte de woorden te vinden om Irene tot de zijne te maken.

## Rolverdeling
| Acteur                    | Personage               |
| ------------------------- | ----------------------- |
| Jules Croiset             | dokter Angelino         |
| Martine Bijl              | Irene Muller            |
| Piet Bambergen            | Bram van Tienen         |
| Willeke van Ammelrooy     | Katja                   |
| Ward de Ravet             | pastoor                 |
| Leen Jongewaard           | veldwachter Van Bree    |
| Fanny Winkler             | Ella                    |
| Romain Deconinck          | Herman de Rechtvaardige |
| Frans Mulder              | Kareltje                |
| Betsie Smeets             | barones                 |
| Onno Molenkamp            | baron                   |
| Hendrik Tjaard Obreen     | professor               |
| Lou Steenbergen           | Chrisje                 |
| Henny Alma                | moeder Majella          |
| Norma Davy                | zuster Amalia           |
| Dimitri Leyten            | Lowietje                |
| Geert Tijssens            | Everhard van Dungen     |
| Broer Sipma               | badman                  |
| Henny van Ammelrooy       | moeder Trina            |
| De zonen van Tata Mirando | zigeunerfamilie         |

## Achtergrond
In 1972 verkreeg Jan Dorresteijn van Fuga Film Produkties BV. de verfilmingsrechten van het boek "Help, de dokter verzuipt" van Toon Kortooms. De film werd gerealiseerd in coproductie met Henk Bos van Maggan Films BV. Op 13 augustus 1973 begon regisseur Nikolai van der Heyde met de opnamen van de film. In totaal werd er veertig dagen gefilmd in en rond de dorpen Biest-Houtakker, Doeveren, Diessen, Udenhout, Esbeek en Leenderstrijp. Voor de zigeunerfamilie werd de Tata Mirandofamilie ingehuurd. Scenarist Felix Thijssen schreef speciaal voor de film een rol voor acteur Leen Jongewaard die de veldwachter ging spelen. Critici hadden later kritiek op het onevenwichtige scenario van Thijssen. Veel verhaallijnen in de film worden namelijk niet afgewerkt. Zo is het niet duidelijk waarom de nonnen zwemles krijgen, hoe het afloopt met de zieke Chrisje of dat Irene Muller haar baan blijft behouden ondanks haar onorthodoxe lesmethoden. De titelmuziek van Rogier van Otterloo was net als de film een groot succes en stond zeven weken in de Top 40. De première van de film vond plaats in Theater Tuschinski en werd in Nederland gedistribueerd door Tuschinski Film Distributie.